# Mystriosuchus
A Mystriosuchus (jelentése 'kanál krokodil') a phytosaurusok egyik neme, amely a késő triász időszakban (a középső nori korszakban) élt Európában. A nevet Eberhard Fraas alkotta meg 1896-ban, és két faj tartozik hozzá: az M. westphali (korábban M. plieningeri) és a típusfaj, az M. planirostris. A Mystriosuchus planirostris egy 1995-ben felfedezett teljes csontváz alapján 4 méter hosszú volt. A Mystriosuchus koponya alatti (posztkraniális) részének anatómiája arra utal, hogy az állat a többi ismert phytosaurusnál jobban alkalmazkodott a vízi életmódhoz, míg a koponya morfológiája azt sejteti, hogy halevő volt.
A Mystriosuchus számára saját alcsaládot hoztak létre Mystriosuchinae néven, azonban egy újabb keletű kutatás során kiderült, hogy inkább a Pseudopalatinae alcsaládhoz tartozik, annak ellenére, hogy több fizikai különbség található közte és a csoport legtöbb tagja között. Eredetileg úgy gondolták, hogy édesvízben élt, de egy újabb észak-olaszországi példány bebizonyította, hogy teljesen tengeri életmódot folytatott.

## Fordítás
- Ez a szócikk részben vagy egészben a Mystriosuchus című angol Wikipédia-szócikk ezen változatának fordításán alapul.  Az eredeti cikk szerkesztőit annak laptörténete sorolja fel. Ez a jelzés csupán a megfogalmazás eredetét és a szerzői jogokat jelzi, nem szolgál a cikkben szereplő információk forrásmegjelöléseként.

## Külső hivatkozások
- The Paleobiology Database. [2012. február 13-i dátummal az eredetiből archiválva]. (Hozzáférés: 2009. július 10.)